# Luca Barbareschi
Luca Giorgio Barbareschi (Montevideo, 28 luglio 1956) è un attore, regista teatrale, conduttore televisivo ed ex politico italiano. In televisione, come intrattenitore, ha partecipato a circa ottanta sceneggiati e a venti varietà. È stato eletto deputato alle elezioni politiche del 2008, rimanendo in carica fino al 2013.

## Biografia
È nato a Montevideo, in Uruguay, per via del lavoro del padre Francesco Saverio, ingegnere milanese nell'azienda Edison con un passato da partigiano (nome di battaglia Luca e partigiano bianco nella brigata Passerini a Varese). Cresce a Milano con il padre e la madre Maria Antonietta Hirsch, un'economista di origine ebraica; dopo la separazione dei genitori la madre abbandonò Barbareschi all'età di sei anni.

### Cinema e televisione

Barbareschi in Cannibal Holocaust di Ruggero Deodato

In televisione ha preso parte ad un'ottantina di serial e venti varietà.

#### Gli inizi
Comincia a studiare negli anni settanta allo Studio Fersen di Roma e inizia la sua carriera nel 1976 al Teatro di Verona come assistente regista di Virginio Puecher nella messa in scena dell'Enrico V..
Successivamente si trasferisce a Chicago dove, ancora con Puecher, continua la sua attività di aiuto regista nell'opera di Offenbach I racconti di Hoffmann. In questa città collabora anche con la Chicago Lyric Opera Theatre come primo aiuto. Successivamente decide di stabilirsi a New York: lavora, per un anno, con Frank Corsaro agli allestimenti del Metropolitan Opera Theatre. In seguito decide di iscriversi e frequentare per quattro anni una scuola di recitazione e segue le lezione di coach come Lee Strasberg, Nicholas Ray (regista di "Gioventù bruciata") e Stella Adler.
Nel 1983 produce, scrive la sceneggiatura e recita nel film "Summertime" (diretto da Massimo Mazzucco), vincitore di alcuni premi ai festival del cinema di Venezia, Sydney, Londra, Annecy e Nizza.
Nello stesso anno ottiene il ruolo di attore protagonista nel film "Un uomo americano" (Son Of A Bitch) di Nino Marino.
Terminata questa esperienza, decide di trasferirsi a Roma, intraprendendo una carriera che spazia fra teatro, cinema e televisione. Nel 1979 compare per la prima volta in un film come comparsa in Da Corleone a Brooklyn di Umberto Lenzi, con Mario Merola. L'anno successivo è fra i protagonisti del cult movie Cannibal Holocaust (1980) di Ruggero Deodato, pellicola con reali violenze su alcuni degli animali utilizzati nel film. Dopo alcuni anni, viene selezionato per il film Hanna K. di Costa-Gavras (1983), accanto a Gabriel Byrne. Nello stesso anno Gabriele Salvatores gli affida la parte di Lisandro in Sogno di una notte d'estate accanto a Erika Blanc e Claudio Bisio. Nel 1984 Pupi Avati lo inserisce nel cast di Impiegati. Barbareschi lavora dunque nel 1986 con Carlo Vanzina in Via Montenapoleone e con Dino Risi in Teresa l'anno successivo, accanto a Serena Grandi.
Nel mondo della televisione partecipa, tra il 1984 e il 1985, allo show TV di Rete 4 Quo vadiz? ideato da Maurizio Nichetti, accanto a comici come Umberto Smaila, Franco Oppini e Angela Finocchiaro ma la grande notorietà arriva sempre su Rete 4 nel 1989 grazie alla celebre trasmissione C'eravamo tanto amati che per cinque anni ottiene un enorme successo. Con l'arrivo degli anni novanta, partecipa a In nome del popolo sovrano di Luigi Magni, accanto ad attori del calibro di Alberto Sordi, Nino Manfredi e Jacques Perrin. Nel 1991 conduce lo show a tema musicale Sapore di mare. Nel 1992 interpreta una parte nel film di Sergio Rubini La bionda e lavora l'anno successivo con Mauro Bolognini alla realizzazione della miniserie La famiglia Ricordi, dove interpreta Gioachino Rossini. Nel 1994 produce e interpreta il film La delegazione, del drammaturgo russo (esordiente alla regia) Alexandr Galin.

#### Televisione
Nel 1997 decide di passare lui stesso dietro la macchina da presa firmando Ardena, suo primo lungometraggio, seguito nel 2002 da Il trasformista. Il film non riscuote un grande successo di pubblico (69 473 euro è l'incasso nelle sale) e la prima visione televisiva del film su Rai 3 nel febbraio 2011 ottiene 858 000 spettatori con il 2,96% di share. La critica giudica in maniera sostanzialmente positiva il film, ma non mancano voci dissidenti. Negli anni seguenti ha poi realizzato, con un discreto successo, la trasmissione Il grande bluff, nella quale, all'insaputa del conduttore della trasmissione 'presa di mira' (di volta in volta, solo a titolo d'esempio, Mike Bongiorno, Iva Zanicchi, Maurizio Costanzo) organizzava degli scherzi.

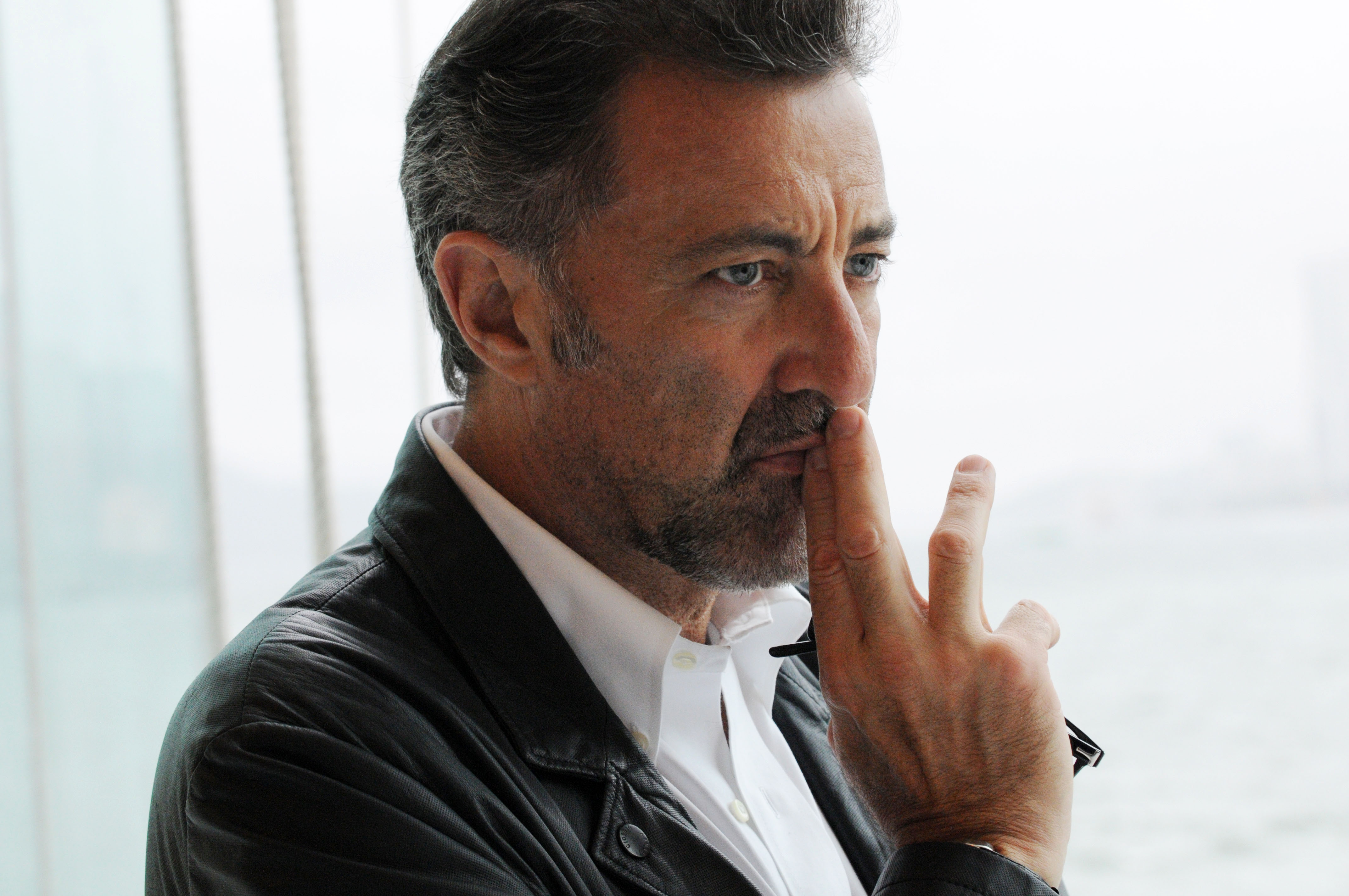
Barbareschi nel film Something Good del 2013

Nel frattempo rimane spesso impegnato in numerose produzioni di fiction e miniserie TV: nel 1998 interpreta Trenta righe per un delitto e Cronaca nera. Nel 2002 ha recitato nella miniserie in due puntate per Rai 1 Giorni da Leone diretta da Francesco Barilli, e nell'estate 2005 ha girato il sequel Giorni da Leone 2, miniserie in quattro puntate sempre per Rai 1.
Nel periodo 2000-2001 conduce il game show Greed, 130 trasmissioni in prima serata di mezz'ora su Rai 2.
Nel 2003 è protagonista di due fiction: una per Mediaset, Rivoglio i miei figli con Sabrina Ferilli e diretta da Luigi Perelli; l'altra per Rai 1 "Una vita in regalo", miniserie in due puntate diretta da Tiziana Aristarco, con Irene Ferri, Antonello Fassari e Remo Girone. Nella seconda metà del 2004 recita con Natasha Stefanenko nella miniserie in quattro puntate per la RAI Nebbie e delitti diretta da Riccardo Donna, andata in onda su Rai 2 nel novembre 2005. Tra il 2004 e il 2005 gira "Les Rois Maudits" (I re maledetti), una miniserie per France 2 Télévision con Gérard Depardieu e diretta da Josée Dayan. Nel 2007 è il protagonista della seconda serie di "Nebbie e delitti", questa volta in sei parti e sempre diretta da Riccardo Donna.
Nel 2010 torna in televisione come conduttore con il programma di LA7 dal titolo Barbareschi Sciock previsto per venerdì 22 gennaio 2010 in prima serata. Sorgono immediatamente polemiche in merito alla prima trasmissione poiché il conduttore utilizza le battute pubblicate sul blog Spinoza senza citare il blog come fonte.
Nel 2012, attraverso la sua casa di produzione Casanova Multimedia, produce per conto di Rai Fiction la miniserie TV Walter Chiari - Fino all'ultima risata dedicata al popolare attore comico e la serie televisiva Nero Wolfe che riporta sul piccolo schermo le gesta del celebre investigatore creato dalla penna di Rex Stout. Entrambe le opere andranno in onda nei primi mesi del 2012 in prima serata su Rai 1. Sempre nel 2012 scrive, produce, gira e interpreta Something Good, film che tratta il tema delle sofisticazioni alimentari. Nel 2013 produce Adriano Olivetti - La forza di un sogno una miniserie televisiva italiana in due puntate ispirata alla vita di Adriano Olivetti in onda su Rai 1 dal 28 ottobre 2013.
Nel 2014 partecipa allo show televisivo in prima serata su Rai Uno Tale e quale show, condotto da Carlo Conti.
Nel 2015 produce e recita come attore co-protagonista nella miniserie televisiva Pietro Mennea - La freccia del Sud, in onda il 29 e il 30 marzo 2015, in prima serata, su Rai 1, ideata e diretta da Ricky Tognazzi, basata sulla vita dell'atleta olimpionico Pietro Mennea (1952 - 2013), liberamente tratta dal libro La grande corsa dello stesso Mennea e con la consulenza di Manuela Olivieri, Carlo Vittori e Gianni Minà.
Nel 2017 produce Rocco Chinnici, un film per la televisione del 2018 diretto da Michele Soavi, ispirato alla figura e all'operato del magistrato palermitano ucciso nel 1983 da Cosa nostra. La sceneggiatura è tratta dal libro della figlia Caterina Chinnici È così lieve il tuo bacio sulla fronte.
Nel 2018 produce In punta di piedi, un film televisivo diretto da Alessandro D'Alatri, ispirato a una storia vera. Nello stesso anno produce la prima stagione di La strada di casa.
Nel 2019 produce Io sono Mia, un film biografico diretto da Riccardo Donna. Con lo stesso regista, nello stesso anno, produce la seconda stagione di La strada di casa in 12 episodi in onda su Rai 1 dal 17 settembre al 29 ottobre 2019.
Nel 2020 produce il film La mia banda suona il pop, diretto da Fausto Brizzi con Christian De Sica, Massimo Ghini, Angela Finocchiaro, Paolo Rossi, Natasha Stefanenko, Rinat Khismatouline e con la partecipazione di Diego Abatantuono.
Nel 2021 è produttore di Fino all'ultimo battito, serie televisiva composta da 12 episodi andati in onda su Rai 1 con Marco Bocci, Violante Placido e Bianca Guaccero. Lo stesso anno produce anche Chiara Lubich - L'amore vince tutto, un film per la televisione trasmesso in prima visione su Rai 1 il 3 gennaio 2021. Sempre nel 2021 produce il film Appunti di un venditore di donne diretto da Fabio Resinaro, tratto dal romanzo omonimo di Giorgio Faletti.
Nel 2021 è ideatore e conduttore del programma televisivo In barba a tutto, in onda su Rai 3, in cui l'attore e regista, con interviste in diretta, ha raccontato un mondo diverso in modo politicamente scorretto rubriche, musica e divertimento.
Nel 2022 produce con Rai Cinema il film Ero in guerra ma non lo sapevo, regia di Fabio Resinaro, con Francesco Montanari e Laura Chiatti, il film Bla Bla Baby diretto da Fausto Brizzi, e con Nieminen Film il film Le voci sole, regia di Andrea Brusa e Marco Scotuzzi (2022), vincitore del Grand Jury Prize New Directors Competition 2022 al Seattle International Film Festival e selezionato a Taormina 2022.
Sempre nel 2022 produce la serie TV Sky Original Il grande gioco, regia di Fabio Resinaro e Nico Marzano, e il docufilm Polański, Horowitz. Hometown, regia di Mateusz Kudła e Anna Kokoszka-Romer con Roman Polanski e Ryszard Horowitz).
Nel 2023 produce insieme a Rai Fiction la serie TV su RaiUno Black Out - Vite sospese, diretto da Riccardo Donna, The Palace diretto da Roman Polanski e The Penitent di cui è anche regista e attore protagonista.
Nell'autunno del 2024 partecipa a Ballando con le stelle e conduce su Rai 2 il docureality Se mi lasci non vale.

### Teatro
La carriera teatrale di Luca Barbareschi comprende oltre 30 spettacoli in cui è stato attore protagonista e regista.
Attraverso la sua casa di produzione acquisisce i diritti e porta in scena diverse opere di autori poco noti al pubblico italiano, tra cui Eric Bogosian (Piantare chiodi sul pavimento con la fronte), David Hare (Skylight), Peter Shaffer (Amadeus, dove Barbareschi ha avuto il ruolo di protagonista nella produzione diretta da Roman Polanski con i costumi disegnati da Milena Canonero), Ben Elton (Pop Corn – Inferno in diretta), Nigel Williams (Harry and me – La grande truffa), Sam Shepard, ma principalmente David Mamet di cui porta in scena: Oleanna, Perversioni sessuali a Chicago, Glengarry Glen Ross, American Buffalo, Mercanti di bugie, Boston Marriage.

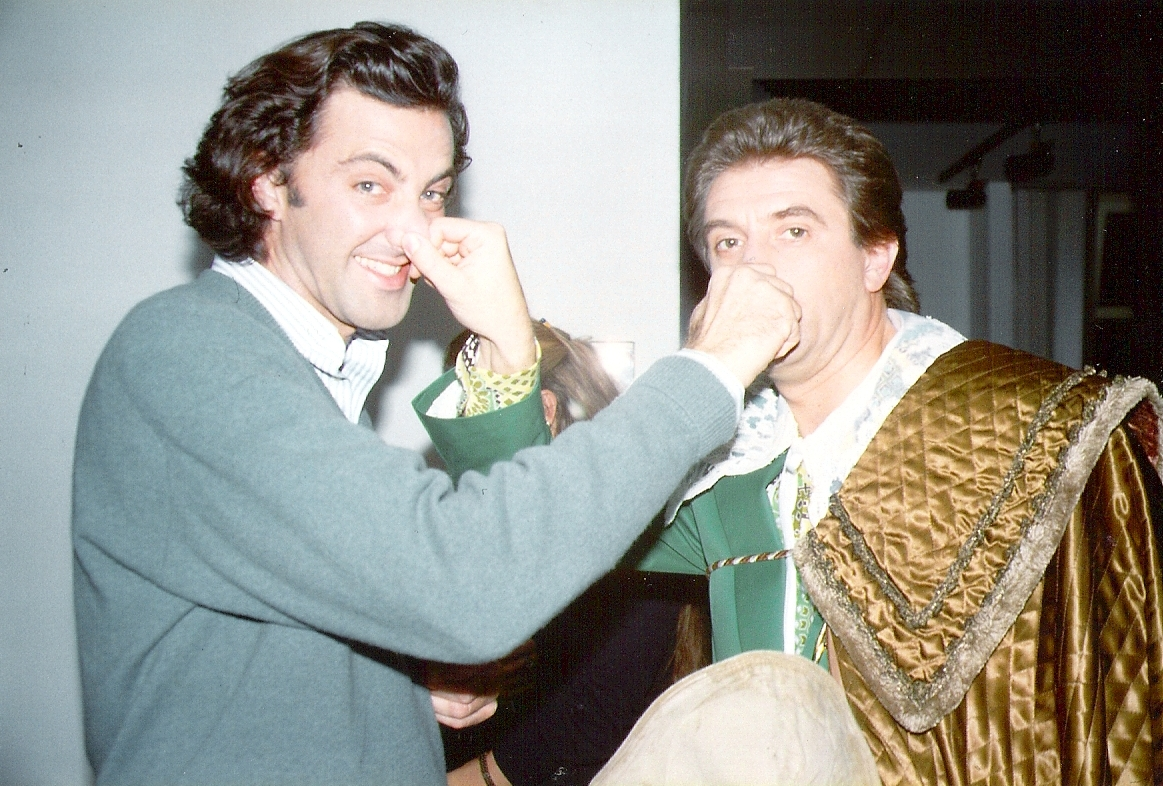
Barbareschi con Ezio Greggio nel 2007

Il suo esordio avviene a metà degli anni '70 al Teatro di Verona come assistente regista nell'Enrico V diretto da Virginio Puecher. Successivamente si trasferisce a Chicago dove prosegue, ancora con Puecher, la sua attività come aiuto regista nell'allestimento dell'opera di Offenbach I racconti di Hoffmann. Collabora con la Chicago Lyric Opera Theatre per tre produzioni in qualità di primo aiuto del teatro, poi si stabilisce a New York e qui lavora per un anno agli allestimenti del Metropolitan Opera sotto la direzione di Frank Corsaro. Studia per quattro anni a New York con Lee Strasberg, Nicholas Ray e Stella Adler.
Nel 2001 è nominato direttore artistico del Teatro Eliseo di Roma per il quale, nel 2002, dirige lo spettacolo Una relazione privata di Philippe Blasband, con Anna Galiena e Fabio Sartor. L'esperienza si è conclusa con il licenziamento da parte dell'Eliseo Spa, società che gestisce il teatro.
Nel 2001 produce "Boston wedding", di David Mamet, con Veronica Pivetti e Valentina Sperlì come protagoniste femminili.
Nel 2004 è Billy Flynn nella versione italiana del musical Chicago. Nello stesso anno inizia la produzione de "Il sogno del Principe di Salina: l'ultimo Gattopardo", adattamento de "Il Gattopardo" di Giuseppe Tomasi di Lampedusa.
Viene poi nominato direttore artistico della Fondazione Palazzo della Cultura di Latina, per il quale nel 2005 produce lo spettacolo scritto e diretto da Duccio Camerini Scoppio d'amore e guerra con protagonisti Lucrezia Lante della Rovere e Rocco Papaleo mentre l'anno successivo produce lo spettacolo Sabato notte... scanzonato italiano di Roberto Cavosi e Chiara Noschese.
Nel 2006 è protagonista della versione inglese del musical Chicago e nello stesso anno incomincia l'allestimento de Il sogno del Principe di Salina: l'ultimo Gattopardo, ispirato al romanzo Il Gattopardo di Giuseppe Tomasi di Lampedusa.
Nel 2009 torna in teatro con una pièce che Barbareschi adatta per la prima volta creando un musical da camera: Il caso di Alessandro e Maria di Giorgio Gaber. Nel 2012 e nel 2014 in collaborazione con David Seidler porta in scena la commedia Il discorso del re. Lo spettacolo teatrale scritto da Seidler è molto apprezzato da pubblico e critica, che già conoscono la storia grazie all'omonimo lungometraggio. Luca Barbareschi offre "una magistrale interpretazione del logopedista Bertie."
Nel 2014 porta in scena al Festival dei Due Mondi di Spoleto il suo nuovo one man show Cercando segnali d'amore nell'universo.
Nel 2015 prende la gestione e la direzione artistica del Teatro Eliseo di Roma e apre la stagione con lo spettacolo Una tigre del Bengala allo zoo di Baghdad di Rajiv Joseph, testo finalista al premio Pulitzer.
Nel 2018 è produttore e attore protagonista del Cyrano de Bergerac, spettacolo che dà il via alla stagione del centenario del Teatro Eliseo.
Nel 2017 è regista e interprete de Il penitente di David Mamet. La pièce descrive una società alterata nei propri equilibri al punto che l'integrità del singolo, anziché guidare le sue fulgide azioni costituendo motivo di orgoglio, diviene l'aberrazione che devasta la sua vita e quella di chi gli vive accanto.

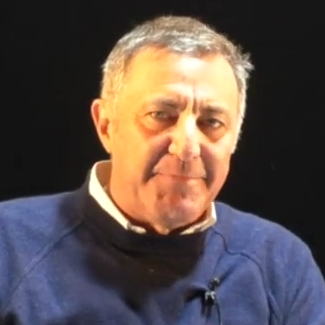
Barbareschi nel 2019

Il 2019 è attore e produttore di Il cielo sopra il letto, di David Hare, con Lucrezia Lante della Rovere e Paolo Marconi.

### Politica
Durante la sua carriera nel mondo dello spettacolo, pur definendosi socialista, si distingue per una vicinanza ideologica e d'azione con movimenti di destra. Non manca di criticare comunque esponenti del centro-destra, come in occasione della proposta di legge di Gabriella Carlucci sui finanziamenti al cinema (2002), quando rivela di aver voluto provare l'inadeguatezza della commissione ministeriale addetta, inviando sotto mentite spoglie una sceneggiatura di Orson Welles e ricevendo un parere negativo. L'episodio crea un certo imbarazzo tra gli esponenti di Forza Italia, che si dichiarano comunque fiduciosi per la soluzione adottata.
Alle elezioni politiche del 2008 è candidato nella circoscrizione Sardegna per il Popolo delle Libertà, risultando eletto alla Camera dei deputati. Gli viene affidato l'incarico di vice Presidente della Commissione Trasporti, Poste e Telecomunicazioni. Subito dopo la vittoria, incoraggia la coalizione di centro-destra a "occupare la Rai", alimentando così la polemica legata a una sua dichiarazione precedente contro il suo vecchio partito AN: "An porta in Rai solo le mignotte".
Il 4 maggio 2008, ospite di un talk show su Rai 3, si dichiara favorevole a matrimonio e adozione omosessuali. Il giorno dopo il partito lo richiama in maniera ufficiale ricordandogli come non siano previste aperture di alcun tipo a riforme in tale direzione. Pochi giorno dopo, Barbareschi si rende protagonista di una polemica con Sandro Bondi, che critica per una presunta reintegrazione di uomini assunti in precedenza dall'ex ministro Francesco Rutelli. Alla fine di ottobre 2009 Barbareschi ha totalizzato il 46,7% di presenze alle sedute parlamentari e in un'intervista a Il Fatto Quotidiano si lamenta della sua impossibilità di vivere col solo stipendio da parlamentare (circa 23 000 euro lordi al mese). Alla fine del 2012 le presenze totalizzate alle sedute parlamentari sono scese al 41%.
Ricopre l'incarico di "Consigliere per lo studio e l'approfondimento delle possibili iniziative volte alla promozione e alla valorizzazione del patrimonio culturale ed artistico italiano nel territorio del Consiglio di Cooperazione per gli Stati Arabi del Golfo". Nel luglio 2010 lascia il gruppo parlamentare del Popolo della Libertà alla Camera, per seguire Gianfranco Fini che dà vita a Futuro e Libertà. Il 20 febbraio 2011, una settimana dopo lo svolgimento del primo congresso di Futuro e Libertà, lascia la formazione politica per entrare nel gruppo misto. Il 4 marzo 2013, alla fine della legislatura, ha terminato il mandato parlamentare. La sua attività parlamentare si è particolarmente distinta nella lotta contro la pedofilia, contro la quale su sua iniziativa viene istituita "La Giornata Nazionale contro la pedofilia e la pedopornografia", con la legge promulgata dal presidente della Repubblica Giorgio Napolitano.
"La Giornata nazionale contro la pedofilia e la pedopornografia, istituita con legge 4 maggio 2009, n. 41 su iniziativa dell'onorevole Luca Barbareschi, principale promotore del disegno di legge presentato in Parlamento. Le iniziative organizzate su tutto il territorio – fra le quali tavole rotonde, incontri e spettacoli - puntano a sensibilizzare sui temi della prevenzione e della lotta contro gli abusi sui minori.
La prima celebrazione della Giornata si è tenuta il 5 maggio 2009. Da allora questa ricorrenza rappresenta un momento di riflessione sul fenomeno e sulle strategie più efficaci per combatterlo."

### Imprenditoria
Fondatore delle società in campo da calcio Glamm Interactive e, con Nichi Grauso, Video Online. Crea una propria casa di produzione, la Casanova Multimedia, che si occupa di contenuti e format per il cinema e la televisione, tra cui le miniserie Pietro Mennea - La freccia del Sud, Adriano Olivetti - La forza di un sogno, Walter Chiari - Fino all'ultima risata, Il Sogno del maratoneta (Dorando Pietri), Nero Wolfe, Zodiaco, Le ragazze dello swing e il film TV Edda Ciano e il comunista.
È stato il fautore e direttore delle prime due edizioni del Futurshow di Bologna.
Fonda anche una seconda casa di produzione, con sede a Los Angeles, la Four Point Entertainment, per la quale conduce, negli anni novanta, centodieci puntate dello show di enorme successo televisivo That's amore. Produce più di 500 ore per la Fox e per la Think Entertainment inglese.
Prima delle elezioni politiche del 2008 ha annunciato che, in caso di elezione, avrebbe ceduto la proprietà della sua azienda a un blind trust, cosa che, a elezioni avvenute, ha dichiarato di aver fatto. Ha comunque continuato la sua carriera di attore, regista e produttore anche durante lo svolgimento della legislatura.

### Impegno sociale
È impegnato sul fronte della lotta alla pedofilia: ha creato la Fondazione Luca Barbareschi, che ha come scopo la tutela dei bambini vittime di pedofilia, e ha proposto leggi specifiche come parlamentare. L'infanzia di Barbareschi fu segnata da gravi episodi di abusi sessuali, avvenuti in ambito scolastico e protrattisi nel tempo dall'età di otto a tredici anni. Gli abusi, trattati fra l'altro in un capitolo del libro Olocausto bianco di Ferruccio Pinotti, avvennero presso l'Istituto Leone XIII, prestigiosa scuola privata milanese, da parte di un sacerdote cattolico, suo insegnante. Dopo molti anni Barbareschi ha reso pubbliche queste vicende tramite interviste e trasmissioni televisive.
Nel 2022 e 2023 sostiene la campagna del Centro Nazionale Trapianti per la donazione di organi e tessuti.
Il 7 maggio 2023 ha sostenuto la campagna RaceForTheCure, la più grande manifestazione per la lotta ai tumori al seno nel mondo, invitando i propri follower a partecipare alla maratona di Roma.

## Vita privata
È stato sposato con Patrizia Fachini, dalla quale ha avuto le figlie Beatrice, Eleonora e Angelica.
Successivamente è stato compagno per sette anni dell'attrice Lucrezia Lante della Rovere.
Attualmente è legato a Elena Monorchio, figlia dell'ex ragioniere generale dello Stato Andrea, sposata il 20 giugno 2015, dalla quale ha avuto due figli: nel 2010 nasce Maddalena e nel 2012 nasce Francesco Saverio.
È un credente praticante dell'ebraismo.

## Controversie
- Nel 1996, all'interno del programma I guastafeste, consiglia a una signora del pubblico di non pagare la cosiddetta "tassa sull'Europa" imposta dal primo governo Prodi. La dichiarazione scatena violente polemiche che costringono la direzione di Mediaset a sospendere, e in seguito licenziare, il presentatore.[39] Mediaset, attraverso la figura dell'allora amministratore delegato Adriano Galliani, tenta di trovare una mediazione e reintegrare il conduttore.[40] La trattativa però non va in porto e le due parti terminano la loro battaglia in tribunale.[41] Un'altra causa dell'allontanamento di Barbareschi da Mediaset, allontanamento durato due anni, è lo scherzo fatto da Luca a Mike Bongiorno tramite la trasmissione Il grande bluff.[42]
- L'11 giugno 2012, durante un'intervista di Filippo Roma, inviato de Le iene, aggredisce il cameraman Marco Occhipinti distruggendo la telecamera e rubando il suo smartphone personale, con il quale stava riprendendo l'avvenimento. Le forze dell'ordine sono accorse sul luogo ma senza operare alcun arresto, impossibilitate a perquisirlo per l'immunità parlamentare. Il giornalista ha sporto denuncia per furto, ma a detta di alcuni testimoni il cellulare, mai restituito, sarebbe stato distrutto da Barbareschi.[43][44][45]
- Il 28 agosto 2012 a Filicudi si ripete un evento simile che vede Barbareschi aggredire nuovamente con calci e pugni Filippo Roma de Le iene e colpire il suo cameraman.[46]
- Il 30 aprile 2022, in un discorso riguardante l'inclusività, a Sutri, afferma che "la mafia dei froci è il problema" e viene accusato di omofobia.[47][48][49]
- In un'intervista uscita su Repubblica nel 2023, Luca Barbareschi ha parlato di #metoo, scaricando sulle donne dello spettacolo la «colpa» delle molestie, secondo lui una via per la fama. Ha dichiarato che le denunce di molestie «servono solo a farsi pubblicità» e che lui non ha mai molestato nessuno: «Non ho mai avuto bisogno di trucchi per scopare. Ma mi è capitato di dire “Amore, chiudi le gambe, interessante ma ora parliamo di lavoro”». Il collettivo Amleta, che si batte contro la disparità e la violenza di genere nel mondo dello spettacolo, ha raccolto in due anni 223 denunce di molestie nel mondo dello spettacolo. A Barbareschi, che nell'intervista si era rivolto direttamente all'associazione, ha risposto: «Nessuna è diventata famosa dopo aver denunciato. È un atto di coraggio e generosità, un grande rischio». Diverse attrici, tra cui Fioretta Mari e Pamela Villoresi nei mesi precedenti avevano denunciato, sempre su Repubblica, decine di abusi, violenze, molestie e avances, anche subite da parte del regista.[50][51]

## Filmografia

### Attore

#### Cinema
- Un uomo americano, regia di Nino Marino (1979)
- Da Corleone a Brooklyn, regia di Umberto Lenzi (1979)
- Bugie bianche, regia di Stefano Rolla (1980)
- Cannibal Holocaust, regia di Ruggero Deodato (1980)
- Summertime, regia di Massimo Mazzucco (1982)
- Sogno di una notte d'estate, regia di Gabriele Salvatores (1983)
- Hanna K. (Hanna K.), regia di Costa-Gavras (1983)
- Chi mi aiuta?, regia di Valerio Zecca (1984)
- Impiegati, regia di Pupi Avati (1985)
- Il lungo inverno, regia di Ivo Barnabò Micheli (1984)
- Inferno in diretta, regia di Ruggero Deodato (1985)
- Oniricon, regia di Enzo Tarquini (1985)
- Romance, regia di Massimo Mazzucco (1986)
- Via Montenapoleone, regia di Carlo Vanzina (1986)
- Teresa, regia di Dino Risi (1987)
- Ti presento un'amica, regia di Francesco Massaro (1987)
- Bye Bye Baby, regia di Enrico Oldoini (1988)
- Le cose cambiano (Things Change), regia di David Mamet (1988)
- In nome del popolo sovrano, regia di Luigi Magni (1990)
- L'amico arabo, regia di Carmine Fornari (1991)
- Obiettivo indiscreto, regia di Massimo Mazzucco (1992)
- La bionda, regia di Sergio Rubini (1993)
- La delegazione / Mantello di Casanova (Плащ Казановы), regia di Aleksandr Michajlovič Galin (1993)
- Il cielo è sempre più blu, regia di Antonello Grimaldi (1996)
- Intolerance, episodio Prima linea, regia di Giorgio Treves (1996)
- Ardena, regia di Luca Barbareschi (1997)
- Le fils du Français, regia di Gérard Lauzier (1999)
- Con gli occhi del cuore, regia di Alessandro Bettero (2000)
- Il trasformista, regia di Luca Barbareschi (2002)
- The International (The International), regia di Tom Tykwer (2009)
- Noi credevamo, regia di Mario Martone (2010)
- Something Good, regia di Luca Barbareschi (2013)
- Dolceroma, regia di Fabio Resinaro (2019)
- L'ufficiale e la spia (J'accuse), regia di Roman Polański (2019)
- The Palace, regia di Roman Polański (2023)
- The Penitent, regia di Luca Barbareschi (2023)

#### Televisione
- Tamburi nella notte, di Bertolt Brecht (1982)
- Casa Cecilia, regia di Vittorio De Sisti – serie TV (1984)
- Buio nella valle – miniserie TV (1984)
- Lasciamoci così – film TV (1984)
- Melodramma – miniserie TV (1984)
- All'ombra della grande quercia – miniserie TV (1984)
- La bella Otero – miniserie TV (1984)
- Buio nella valle – miniserie TV (1984)
- I veleni dei Gonzaga – film TV (1985)
- La sorpresa – film TV (1986)
- Il viaggio difficile – film TV (1986)
- Haute tension – serie TV (un episodio) (1988)
- Piazza Navona, epis. Il mitico Gianluca, regia di Gianfrancesco Lazotti – serie TV (1988)
- Vita dei castelli – miniserie TV (1990)
- Connections – film TV (1993)
- La famiglia Ricordi – miniserie TV (1995)
- Zwei zum Verlieben – serie TV (un episodio) (1995)
- Zwei Männer und die Frauen – serie TV (1995)
- La tenda nera – film TV (1996)
- Trenta righe per un delitto, regia di Lodovico Gasparini – serie TV (1998)
- Cronaca nera – serie TV (1998)
- Skylight – serie TV (1998)
- Jesus – film TV (1999)
- Fuga d'amore (On n'a qu'une vie), regia di Jacques Deray (2000)
- Giorni da Leone, regia di Francesco Barilli – miniserie TV (2002)
- Una vita in regalo – film TV (2003)
- Rivoglio i miei figli – miniserie TV (2004)
- La maledizione dei Templari – miniserie TV (2005)
- Nebbie e delitti, regia di Riccardo Donna – serie TV (2005-2009)
- Giorni da Leone 2 regia di Francesco Barilli – miniserie TV (2006-2007)
- Donna Roma – miniserie TV (2007)
- Noi c'eravamo, regia di Antonello Sarno – film TV documentario (2011)
- Pietro Mennea - La freccia del Sud, regia di Ricky Tognazzi – miniserie TV (2015)
- L'Aquila - Grandi speranze, regia di Marco Risi – serie TV (2019)

### Regista
- Ardena (1997)
- Il trasformista (2002)
- Something Good (2013)
- The Penitent (2023)
- Paradiso in vendita (2024)

### Produttore
- Summertime, regia di Massimo Mazzucco (1982)
- L'amico arabo, regia di Carmine Fornari (1991)
- La delegazione, regia di Alexandr Galin (1992)
- Obiettivo indiscreto, regia Massimo Mazzucco (1992)
- Ardena, regia di Luca Barbareschi (1997)
- Il trasformista, regia di Luca Barbareschi (2002)
- Giorni da Leone, regia di Francesco Barilli (2002)
- Giorni da Leone 2, regia di Francesco Barilli (2002)
- Una vita in regalo, regia di Tiziano Aristarco (2003)
- Nebbie e delitti, regia di Riccardo Donna (2005)
- Graffio di tigre, regia di Alfredo Peyretti (2006)
- Nebbie e delitti 2, regia di Gianpaolo Tescari (2007)
- Il bambino della domenica, regia di Maurizio Zaccaro (2008)
- Zodiaco, regia di Eros Puglielli (2008)
- Lo smemorato di Collegno, regia di Maurizio Zaccaro (2008)
- Nebbie e delitti 3, regia di Gianpaolo Tescari (2009)
- Le ragazze dello swing, regia di Maurizio Zaccaro (2010)
- Edda Ciano e il comunista, regia di Graziano Diana (2011)
- Il sogno del maratoneta, regia di Leone Pompucci (2012)
- L'olimpiade nascosta, regia di Alfredo Payretti (2012)
- Nero Wolfe, regia di Riccardo Donna e Piero Bodrato (2012)
- Tutta la musica del cuore, regia di Ambrogio Lo Giudice (2012)
- Zodiaco - Il libro perduto, regia di Tonino Zangardi (2012)
- Walter Chiari - Fino all'ultima risata, regia di Enzo Monteleone (2012)
- Something Good, regia di Luca Barbareschi (2013)
- Adriano Olivetti - La forza di un sogno, regia di Michele Soavi (2013)
- Angeli, una storia d'amore, regia di Stefano Reali (2013)
- I misteri di Laura, regia di Alberto Ferrari (2015)
- Pietro Mennea - La freccia del Sud, regia di Ricky Tognazzi (2015)
- La strada di casa, regia di Riccardo Donna (2016)
- Brutti e cattivi, regia di Cosimo Gomez (2017)
- The Startup, regia di Alessandro D'Alatri (2017)
- Rocco Chinnici, regia di Michele Soavi (2017)
- La strada di casa 2, regia di Riccardo Donna (2019)
- In punta di piedi, regia di Alessandro D'Alatri (2018)
- Io sono Mia, regia di Riccardo Donna (2019)
- Modalità aereo, regia di Fausto Brizzi (2019)
- Dolceroma, regia di Fabio Resinaro (2019)
- Se mi vuoi bene, regia di Fausto Brizzi (2019)
- Thanks!, regia Gabriele Di Luca (2019)
- L'ufficiale e la spia, regia di Roman Polański (2019)
- La mia banda suona il pop, regia di Fausto Brizzi (2020)
- Appunti di un venditore di donne, regia di Fabio Resinaro (2021)
- Chiara Lubich - L'amore vince tutto, regia di Giacomo Campiotti (2021)
- Fino all'ultimo battito, regia di Cinzia TH Torrini – serie TV (2021)
- Ero in guerra ma non lo sapevo, regia di Fabio Resinaro (2022)
- Bla Bla Baby, regia di Fausto Brizzi (2022)
- Le voci sole, regia di Andrea Brusa e Marco Scotuzzi (2022)
- Il grande gioco, regia di Fabio Resinaro e Nico Marzano – serie TV (2022)
- Polański, Horowitz. Hometown, regia di Mateusz Kudła e Anna Kokoszka-Romer. Con Roman Polański e Ryszard Horowitz - documentario (2022)
- Black Out, regia di Riccardo Donna, Fabio Resinaro e Nico Marzano – serie TV (2023-2025)
- The Palace, regia di Roman Polański (2023)
- La luce nella masseria, regia di Riccardo Donna e Tiziana Aristarco (2024)
- La lunga notte - La caduta del Duce, regia di Giacomo Campiotti – serie TV (2024)
- Paradiso in vendita, regia di Luca Barbareschi (2024)

## Teatro
- 1976 – Il ponte (regia e interpretazione)
- 1976 – Enrico V (interpretazione)
- 1977 – L'uomo con il fiore in bocca (regia e interpretazione)
- 1979 – Il divorzio (interpretazione)
- 1979 – Anfitrione (interpretazione)
- 1981 – Sogno di una notte di mezza estate (interpretazione)
- 1981 – Come vi piace (interpretazione)
- 1981 – Sogno di un uomo ridicolo (interpretazione)
- 1983 – Uomini e topi (regia e adattamento)
- 1984 – American Buffalo (interpretazione)
- 1984 – Gli ultimi viaggi di Gulliver (interpretazione)
- 1985 – Perversione sessuale a Chicago (regia e adattamento)
- 1985 – Vero West (interpretazione)
- 1986 – Suzanna Andler (interpretazione)
- 1986 – Glengarry Glen Ross, di David Mamet (regia e adattamento)
- 1987 – Il sermone (regia e interpretazione)
- 1987 – Jacques ed il suo padrone (regia)
- 1988 – Mercanti di bugie (regia, adattamento e interpretazione)
- 1989 – Il presente prossimo venturo (regia e interpretazione)
- 1993 – Oleanna (regia, adattamento e interpretazione)
- 1995 – Piantando chiodi nel pavimento con la fronte (regia, adattamento e interpretazione)
- 1998 – Il cielo sopra il letto (regia, adattamento e interpretazione)
- 1999 – Amadeus (adattamento e interpretazione)
- 2000 – Harry & Me (La grande truffa) (interpretazione e regia)
- 2000 – Popcorn - Inferno in diretta (interpretazione e regia)
- 2002 – I figli di Eracle (interpretazione)
- 2002 – Una relazione privata (regia)
- 2004 – Chicago (interpretazione)
- 2006 – Il Sogno del Principe di Salina, l'Ultimo Gattopardo (interpretazione)
- 2006 – Don Giovanni di Molière (regia e voce recitante)
- 2009 – Il caso di Alessandro e Maria (interpretazione e regia)
- 2013 – Il discorso del re (interpretazione e regia)
- 2018 – Cyrano de Bergerac (interpretazione)
- 2019 – Il penitente (traduzione regia e interpretazione)

### Traduzioni testi teatrali
- 2018 – Cyrano De Bergerac
- 2017 – The Penitent
- 2016 – L'anatra all'arancia
- 2012 – Il discorso del re, Seidler
- 2000 – La grande truffa (Harry & Me), N. Williams
- 2000 – Inferno in diretta (Popcorn), Ben Elton
- 1998 – Il cielo sopra il letto (Skylight), D. Hare
- 1995 – Piantando chiodi nel pavimento con la fronte (Pounding Nails in the Floor with my Forehead), E. Bogosian
- 1993 – Oleanna, D. Mamet
- 1988 – Mercanti di bugie (Speed the Plow), D. Mamet
- 1987 – Jacques ed il suo padrone (Jacques & His Master), M. Kundera
- 1986 – Glengarry Glenn Ross, di D. Mamet
- 1985 – Vero west (True West) di S. Shepard
- 1985 – Perversione sessuale a Chicago (Sexual Perversity in Chicago), di D. Mamet
- 1984 – American buffalo, di D. Mamet
- 1983 – Uomini e topi (Of Mice and Men), di J. Steinbeck

## Programmi televisivi
- Quo vadiz? (Rete 4, 1984-1985)
- C'eravamo tanto amati (Rete 4, 1989-1994)
- Sapore di mare (Canale 5, 1991)
- Bellissima (Canale 5, 1992)
- Questo è amore (Rete 4, 1992)
- Il grande bluff (Canale 5, 1996, 2000)
- Favole per una notte (Rete 4, 1996)
- I guastafeste (Canale 5, 1996)
- Greed (Rai 2, 2000-2001)
- Proposta indecente (Italia 1, 2001)
- Barbareschi Sciock (LA7, 2010)
- Sbarre (Rai 2, 2011)
- Tale e quale show (Rai 1, 2014) - concorrente
- In barba a tutto (Rai 3, 2021, 2024)
- Ballando con le stelle (Rai 1, 2024) - concorrente
- Se mi lasci non vale (Rai 2, 2024)

## Libri
- Il sonnifero del geometra, con Tullio Ortolani, Milano, Rizzoli, 1990. ISBN 88-17-84071-8.
- Prefazione a Duncan Fairhurst, Il nostro piccolo segreto, Milano, Sperling & Kupfer, 2008. ISBN 978-88-200-4439-8.
- Prefazione a Luciano Lanna, Il fascista libertario. Da destra oltre la destra tra Clint Eastwood e Gianfranco Fini, Milano, Sperling & Kupfer, 2011. ISBN 978-88-200-5029-0.
- Cercando segnali d'amore nell'universo, Milano, Mondadori, 2017, ISBN 9788804675440.

## Riconoscimenti
- (1983) "Premio per la migliore opera di esordiente" per il film Summertime (sceneggiatore, produttore, attore) regia di Massimo Mazzucco
- PREMIO MISSIONE D’ATTORE - Repubblica di San Marino Dicastero Cultura
- PREMIO BIGLIETTI D’ORO TAORMINA - 2 per "Il Mercante di bugie" e 1 per "Il presente prossimo venturo"
- PREMIO IL MARFORIO D’ORO - Associazione culturale Romeo Collalte
- (1986) PREMIO VITTORIO DE SICA - per il cinema
- (1986) PREMIO GEWCOLLECTION - Spettacoli e dintorni ’86 Sezione Cinema Fotogramma - Cervia
- (1987) GLOBO D’ORO - per il film "Romance" - Premio Cinematografico dell’Associazione Stampa Estera in Italia Attore rivelazione dell’anno
- (1990) GRAN PREMIO INTERNAZIONALE TV - Rivelazione dell’anno
- (1993) Nika al miglior sonoro – La Delegazione
- (1993) PREMIO PIPER - per successi televisivi
- (1993) PREMIO ARTE E SPORT
- (2002) GIFFONI FILM FESTIVAL - Una riggiola Giancapetti per Luca Barbareschi
- (2005) MEDAGLIA D’ARGENTO AI BENEMERITI DELL’ARTE E LA CULTURA - Conferita dal Ministero per i Beni e le Attività Culturali
- (2006) PREMIO THALASSA - per il contributo dato al cinema con professionalità e talento
- (2007) Premio Flaiano sezione teatro[52] per l'interpretazione in Il sogno del principe di Salina – L'ultimo Gattopardo, regia di Andrea Battistini[53]
- (2007) 38° PREMIO BAROCCO - a Fondazione Luca Barbareschi "Dalla parte dei bambini", Lecce
- (2008) PREMIO ARBITER - Federabbigliamento Confcommercio
- (2008) PREMIO NANNI LOY - all’ On. Luca Barbareschi per la sua gentile partecipazione, 11º Festival Internazionale del Corto in Sabina
- (2009) PREMIO BEST IMAGING
- (2009) ATTORE DELL’ANNO - 12° Year Manager’s Gala, Pesaro
- (2011) MIGLIOR TV MOVIE - Roma Fiction Fest 2011 con "Edda Ciano e il comunista"
- (2012) PREMIO ROMA - Fiction Fest 2012 con "Walter Chiari – Fino all’ultima risata"
- (2012) PREMIO INTERNAZIONALE ACCADEMIA EUROPEA PER LE RELAZIONI ECONOMICHE E CULTURALI - premio alla carriera per il Cinema, il Teatro e la Televisione Roma
- (2013) BEST ACTOR - nel film "Something Good" – Eurocinema Hawaii Film Festival
- (2013) CANDIDATURA AI DAVID - per "Something Good"
- (2014) PREMIO CONCHIGLIA MOIGE - Un anno di zapping per "Olivetti La forza di un sogno" – Rai 1
- (2014) PREMIO MARTINI - per la versatilità - Spoleto
- (2015) 42I PREMI INTERNAZIONALI FLAIANO TELEVISIONE - Luca Barbareschi produttore e interprete di Pietro Mennea – La freccia del Sud
- (2015) PREMIO CULTURA - I Giornata Nazionale "Giovani Uniti contro il Bullismo"
- (2015) POETRY SIAM - Anfiteatro Villa Vecchia Cosenza
- (2015) ARLECCHINO D'ORO
- (2015) PREMIO PERSONALITÀ EUROPEA - Giornata d'Europa 2015
- (2015) PREMIO ACQUI AMBIENTE - Luca Barbareschi Testimone dell'Ambiente
- (2015) FESTIVAL CINEMA PATOLOGICO - VI ed.
- (2016) WORLD OF FASHION AWARD - Crocevia di un Incontro tra le Culture - Sedicesima edizione
- (2016) MIGLIOR DIREZIONE ARTISTICA - Premio Penisola Sorrentina Arturo Esposito XX
- (2017) PREMIO DAVID DI MICHELANGELO - 19 edizione per l’Impegno Artistico e Sociale, Teatro San Raffaele, Roma
- (2017) PREMIO PIANETA AZZURRO "I PROTAGONISTI" - XVI edizione
- (2017) XV Premio Rocco Chinnici - per la produzione Casanova Multimedia. Premio di eccellenza "100 eccellenze italiane" Montecitorio
- (2017) Premio Moige - Un anno di zapping - In punta di piedi - Rai 1
- (2018) Premio Moige - Un anno di zapping - In punta di piedi - Rai 1
- (2018) Premio Civiltà dei Marsi - XXIV Festival Città di Avezzano
- (2018) Premio Foscale per il Teatro
- (2019) Premio César – con J'accuse di Roman Polanski
- (2019) Green Drop Award - 76ª Mostra Internazionale "Arte Cinematografica di Venezia
- (2019) Gran Premio della Giuria 76/a Mostra del cinema di Venezia – L'Ufficiale e la Spia (J'accuse) di Roman Polanski
- (2019) Best Producer Award – ICFF Film Festival Canada
- (2019) Premio Persefone
- (2019) GREEN DROP AWARD – 76ª Mostra Internazionale Arte Cinematografica di Venezia
- (2020) Premio César – Consiglio regionale Lazio
- (2022) New Director Grand Jury Prize 48/O Seattle International Film Festival (SIFF) con "Le Voci Sole" (Produttore)
- (2022) Premio Moige – "Fino all'ultimo battito" categoria Fiction, Serie Tv e Docu-film
- (2022) Capri Visionary Award della 27ª edizione di Capri - Hollywood - The International Film festival
- (2023) Premio Troisi 2023 ricevuto al Festival di Salina
- (2023) Premio Miglior Produttore Starlight - Consegnato 80ª Mostra Internazionale Arte Cinematografica di Venezia.
- (2023) Premio Miglior Film - Sorriso Diverso Award per "The Penitent - A Rational Man"- Consegnato 80ª Mostra Internazionale Arte Cinematografica di Venezia.